# Nepotismus

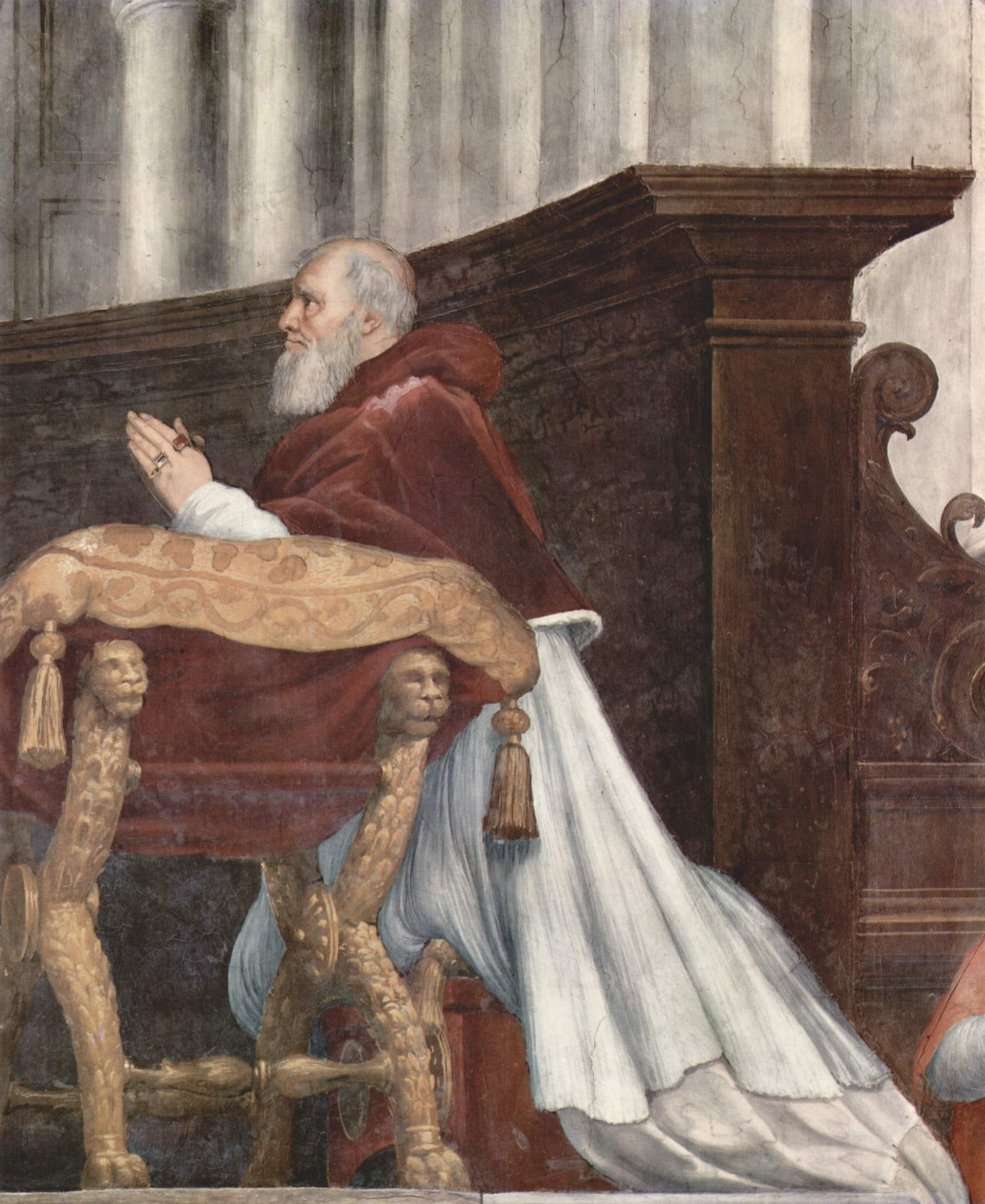
Papež Julius II., jmenoval mnohé své příbuzné do vysokých církevních funkcí (Mše v Bolseně, detail)

Nepotismus (z lat. nepos = synovec) označuje systém obsazování funkcí, v němž jsou preferováni příbuzní (ev. obecněji přátelé či další – např. obchodně – spřízněné osoby) proti ostatním, obvykle lépe kvalifikovaným kandidátům. Nepotismus je jednou z více podob protekce. K nepotismu může docházet na státní úrovni (obsazování politických funkcí a právnických osob zřizovaných státem, jako třeba státních podniků a orgánů s nimi spojených, například dozorčích rad), ale i v organizacích, institucích a firmách. Vyskytuje se i na univerzitách.  Narušuje důvěru v nestrannost rozhodování veřejné správy, demotivuje fundované adepty se o veřejné pozice ucházet.

## Historie

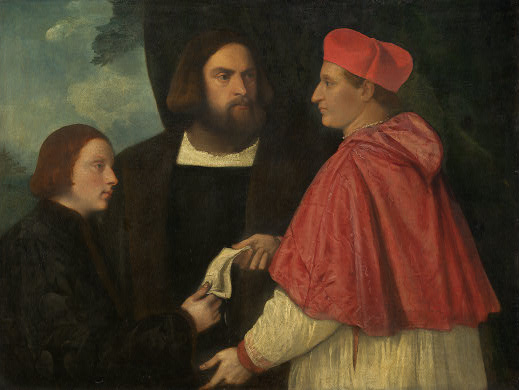
Kardinál Marco Cornaro (vpravo) předává beneficium (sine cura) carrarského kláštera synovci Marcovi, ze kterého se stal ve velmi nízkém věku opat laik. Uprostřed stojí Girolamo Cornaro (Tizian, 1520)

Výraz nepotismus se původně začal užívat v souvislosti s papeži 15. a 16. století, kteří využívali své pravomoci k získávání významných politických funkcí pro své příbuzné (synovce – odtud název, ale i nemanželské syny a jiné spřízněné osoby). Nejznámějším případem nepotismu je jmenování dvou synovců papežem Kalixtem III. kardinály, z nichž jeden se také stal papežem pod jménem Alexandr VI. Ten pak jmenoval kardinálem bratra své milenky, který posléze nastoupil na papežský stolec jako Pavel III. a také jmenoval několik svých příbuzných kardinály – fakticky tak byla utvořena církevní quasidynastie. Teprve v 17. století se postupně podařilo papežský úřad z tohoto směru do jisté míry vymanit. Bulou Romanum decet Pontificem papeže Inocence XII. z r. 1692 bylo jmenování příbuzných do vysokých církevních funkcí zakázáno.
Nepotismus je doložen už ve starověku a v určité míře se vyskytuje v každé společnosti, protože má i jistou logiku. Z biologického hlediska jde vlastně jen o aplikaci Hamiltonova zákona – většina vyšších živočichů nějakým způsobem instinktivně pečuje o potomky i příbuzné s cílem zajistit, aby jejich genetická informace přežila a byla dále replikována.
Nepotismus je z tohoto úhlu pohledu snahou zajistit svým potomkům a příbuzným co nejlepší život. Sociologicky ho lze odůvodnit tak, že pokud je třeba obsadit nějakou významnou funkci, ze dvou kandidátů s přibližně stejnou kvalifikací raději zvolím toho, kterého důvěrně znám. Nepotismus je nicméně ohrožením demokracie, protože v důsledcích nutně vede k oligarchii.

## Aktuální použití
V současnosti se termínu používá v širším slova smyslu v souvislosti s politikou při jmenování určité osoby do vyšší funkce, jehož příčinou je pouze politické postavení některého z jejích příbuzných.
Nepotismus je charakteristickým rysem mafie a mafiánských a podobných zločineckých organizací.